# 石長比賣
石長比賣（イワナガヒメ）乃《古事記》之寫法，《日本書紀》裡則寫成磐長姬，祂是日本神話裡的女神，大山津見的女兒、木花開耶姬的姊姊，下嫁給天津彥彥火瓊瓊杵尊卻被退婚。

## 概要

### 日本書紀之記載
據《日本書紀》卷第二紀錄天孫降臨的故事中，第二種說法謂天津彥火瓊瓊杵尊自頓丘覓國行去，於浮渚立一宮殿，在海濱見一美人，得知是大山祇神之女，名曰神吾田鹿葦津姬，又號木花開耶姬，而其姊為磐長姬。天孫愛慕神吾田鹿葦津姬，向大山祇神徵詢其意；後者乃使二女持百機飲食奉進。不過瓊瓊杵尊嫌棄磐長姬之長相醜陋，只臨幸鹿葦津姬而一夜有身。磐長姬憤懣地詛咒說：「如果天孫不排斥我，生兒永壽，有如磐石之常存；但是天孫只喜歡我妹妹，生下的胎兒必如木花般易逝。」另一說為磐長姬恥恨啜泣著說：「蒼生就像木花般脆弱易逝」。
第六種說法提及天孫天國饒石彥火瓊瓊杵尊降至葦原中國，到吾田國笠狹之御碕，遂登長屋之竹島。遇到事勝國勝長狹時詢問：「在浪花上的八尋殿裡，有位手玉玲瓏、正在織布的少女是誰？」長狹回答是大山祇神之女，年長者名磐長姬，年幼者名木花開耶姬，亦號豐吾田津姬。天孫因而臨幸豐吾田津姬，一夜有身，引起天孫懷疑。豐吾田津姬遂生火酢芹命、火折尊（亦號彥火火出見尊）等二子，並發誓這是天孫之後嗣。

### 古事記之記載
按《古事記》上卷之記載，天津日高日子番能邇邇藝能命在笠紗御前遇見一美女，問明後得知乃大山津見神之女神阿多都比賣，亦名木花之佐久夜毘賣，且姊神為石長比賣。邇邇藝能命表達了欲娶木花之佐久夜毘賣的想法，後者表示應詢問其父的意見。大山津見神很高興，一同送上姊姊石長比賣手持百具餔食之物，但邇邇藝能命見到面相醜惡的石長比賣，將之退還，並與妹妹木花之佐久夜毘賣睡了一夜。
大山津見神見到大女兒被退回而感到恥辱，並說道：「我所以一起送上兩個姊妹，是因為石長比賣能使天神御子的壽命雖經風吹雨淋，仍像石頭一樣永固不移。木花之佐久夜姬者，如木花（即櫻花）之繁盛，故立誓奉獻二女。如今天神御子選擇送還石長比賣、獨留木花之佐久夜毘賣，木花雖然開得美麗繁榮，卻稍縱即逝，那麼天神御子的壽命便有如木花般脆弱。」因此到現在為止，一般天皇的壽命都不長。

## 解說
相對於妹妹木花開耶姬代表櫻花雖綻放美麗卻生命短暫，神名裡的「石長（イワナガ）」代表如岩石般亙久不變，也是長生不老之神的信仰起源。

## 信仰
一般日本的淺間神社都同時供奉石長比賣與木花開耶姬二位姊妹神，單獨主祭石長比賣的神社計有下列：
- 伊豆神社（岐阜縣岐阜市）
- 雲見淺間神社（靜岡縣賀茂郡松崎町）
- 大室山淺間神社（靜岡縣伊東市）
- 細石神社（福岡縣糸島市）：與木之花開耶姫命一同供奉。
- 貴船神社之結社（京都府京都市左京區）
- 磐長姫神社（兵庫縣尼崎市）
- 月水石神社（茨城縣筑波市筑波山）：祭拜石長比賣死後遺留下之磐座。

其中雲見淺間神社與大室山淺間神社恰與富士山本宮淺間大社的木花之佐久夜毘賣命遙遙相對，民間流傳石長比賣仍懷有天津彥彥火瓊瓊杵尊的身孕，被嫌棄面醜而退婚後，返回大山津見神身邊，並於今靜岡縣伊東市的大室山建一產房安然產下一子。

## 內部連結
- 大山津見
- 天津彥彥火瓊瓊杵尊
- 木花開耶姬

## 外部連結
- （日語）イワナガヒメと鏡